# Radzików Wielki
Radzików Wielki (prononciation : [raˈd͡ʑikuf ˈvjɛlki]) est un village polonais de la gmina de Mordy dans le powiat de Siedlce de la voïvodie de Mazovie dans le centre-est de la Pologne.
Il se situe à environ 9 kilomètres au sud de Mordy (siège de la gmina), 18 kilomètres à l'est de Siedlce (siège de le powiat) et à 104 kilomètres à l'est de Varsovie (capitale de la Pologne).
Le village comptait approximativement une population de 1 226 habitants en 2010.

## Histoire
De 1975 à 1998, le village appartenait administrativement à la voïvodie de Siedlce.

Depuis 1999, il appartient administrativement à la voïvodie de Mazovie